# Ansonia latiffi
Ansonia latiffi es una especie de anfibio anuro de la familia Bufonidae.

## Distribución geográfica
Esta especie es endémica de Malasia peninsular. Se encuentra entre los 43 y 255 metros sobre el nivel del mar en Sungai Lembing, Gunung Benom y Ulu Tahan en Pahang y en Gunung Lawit en Terengganu.

## Descripción
Los machos miden hasta 39 mm y las hembras hasta 51 mm.

## Etimología
Esta especie lleva el nombre en honor a Abdul Latiff Mohamad.

## Taxonomía
En 1972, Alice Georgie Cruickshank Grandison observó seis especímenes de esta especie al atribuirlos por error a Ansonia leptopus.

## Publicación original
- Wood, Grismer, Ahmad & Senawi, 2008: Two New Species of Torrent-dwelling Toads Ansonia Stoliczka, 1870 (Anura: Bufonidae) from Peninsular Malaysia. Herpetologica, vol. 64, n.º 3, p. 321-340[6]